# جامعة الآداب والعلوم والتكنولوجيا في لبنان
جامعة الآداب والعلوم والتكنولوجيا في لبنان هي مؤسسة تعليمية لبنانية مستقلة وغير طائفية ولديها برامج للدراسات الجامعية والدراسات العليا.
يقع الحرم الرئيسي للجامعة في بيروت.ولدى الجامعة فرع في جدرا جنوب بيروت وخمسة مراكز دراسية في سن الفيل والقلمون - شمال لبنان وكسليك ودكوانة وشتورة.

## التاريخ
بدأت جامعة الآداب والعلوم والتكنولوجيا في لبنان (AUL) تحت اسم «كلية إدارة الأعمال والحاسبات» (BCU) بكليتين ولكن توسعت لاحقًا بإضافة كلية الآداب والعلوم الإنسانية إلى إدارة الأعمال وكليات العلوم والفنون الجميلة وبالتالي اكتسبت مكانة الجامعة وغيرت اسمها لتلبية التوسع في عروضها الرئيسية.
في عام 2007 تحولت جامعة كولومبيا البريطانية إلى جامعة الفنون والعلوم والتكنولوجيا في لبنان (AUL) ؛ وتضم 3 كليات رئيسية:
- كلية إدارة الأعمال.
- كلية العلوم والفنون الجميلة.
- كلية الآداب والعلوم الإنسانية.

## الاعتماد والاعتراف
جامعة الآداب والعلوم والتكنولوجيا في لبنان (AUL) معتمدة من قبل وزارة التعليم العالي اللبنانية (2000). والاعتماد يشمل مستويات البكالوريوس والدراسات العليا. 
جامعة الآداب والعلوم والتكنولوجيا في لبنان (AUL) هي عضو في المجلس الأوروبي لتعليم إدارة الأعمال (ECBE) والمنظمة العربية للقبول وتسجيل الجامعات في الوطن العربى (ACRAO) والمجلس الدولي للفنادق والمطاعم والتعليم المؤسسي وجمعية كليات وبرامج إدارة الأعمال.
الحرم الجامعي في الجدرا يتيح برامج الجامعة الأمريكية لدرجة العلوم الإنسانية.  وبرنامج مستقل للتعليم الليبرالي ضمن شبكة الجامعة العالمية. البرنامج معتمد بالكامل من قبل الأكاديمية الأمريكية للتعليم الليبرالي (AALE) ،  وهي وكالة اعتماد وطنية معترف بها من قبل وزير التعليم الأمريكي. 

## الكليات

### كلية إدارة الأعمال
- بكالوريوس في المحاسبة
- بكالوريوس في العلوم المالية والمصرفية
- بكالوريوس في الإدارة
- بكالوريوس في نظم المعلومات الإدارية
- بكالوريوس في التسويق والإعلان
- بكالوريوس في إدارة الضيافة
- بكالوريوس في إدارة الأحداث
- بكالوريوس في إدارة السفر
- ماجستير في إدارة الأعمال (ماجستير في إدارة الأعمال)
- درجة الماجستير في إدارة الأعمال التنفيذية (EMBA) [8]

### كلية العلوم والفنون الجميلة
تضم كلية العلوم والفنون الجميلة 12 قسما أكاديميا وبرنامجا في ثلاثة أقسام منفصلة:
قسم علوم وهندسة الحاسب الآلي مع الأقسام التالية:
- علوم الكمبيوتر.
- اتصالات الكمبيوتر.
- هندسة اتصالات الحاسوب.
- ماجستير العلوم في علوم الحاسوب والاتصالات.

قسم الفنون الجميلة مع الأقسام التالية:
- التصميم الجرافيكي
- تصميم داخلي

قسم العلوم الأساسية مع الأقسام التالية:
- كيمياء
- علوم فيزيائية
- مادة الاحياء
- العلوم البيئية
- الرياضيات
- الرياضيات الاحصائية
- الرياضيات الاكتوارية [9]

### كلية الآداب والعلوم الإنسانية
- بكالوريوس في علم الإنسان
- بكالوريوس في الأدب العربي
- بكالوريوس في فنون الاتصال
- بكالوريوس في الأدب الإنجليزي
- بكالوريوس في فنون الأداء
- بكالوريوس في الدراسات الدينية
- بكالوريوس في علم الاجتماع
- دبلوم تدريس [10]

## العلاقات الدولية
العضويات:
أعضاء في الأكاديمية الأمريكية للتعليم الليبرالي (AALE)
المجلس الأوروبي لتعليم إدارة الأعمال (ECBE)
المنظمة العربية للقبول وتسجيل الجامعات في الأمة العربية (أكراو)
عضو مجلس الفنادق والمطاعم والتعليم المؤسسي (I-CHRIE)
الانتسابات:
جامعة إمبوريا ستيت بالولايات المتحدة الأمريكية
سيزار ريتز سويسرا
ليدز ميت. نسخة محفوظة 23 سبتمبر 2011 على موقع واي باك مشين. جامعة نسخة محفوظة 23 سبتمبر 2011 على موقع واي باك مشين. المملكة المتحدة
جامعة بيربينيا فرنسا
جامعة فانشوي كندا
الجامعة الأمريكية للعلوم الإنسانية[وصلة مكسورة] بالولايات المتحدة الأمريكية
المدرسة الوطنية للإنجيل في بريست ( فرنسا)
تليكوم بريتاني ، فرنسا
جامعة غرونوبل نسخة محفوظة 19 سبتمبر 2012 على موقع واي باك مشين. ، فرنسا
جامعة ويلز، كلية الهندسة الإلكترونية ، بانجور، المملكة المتحدة
جامعة ويلز، كلية علوم الكمبيوتر ، بانجور، المملكة المتحدة
جامعة أتلانتا، الولايات المتحدة الأمريكية، أتلانتا